# Titus Leeser

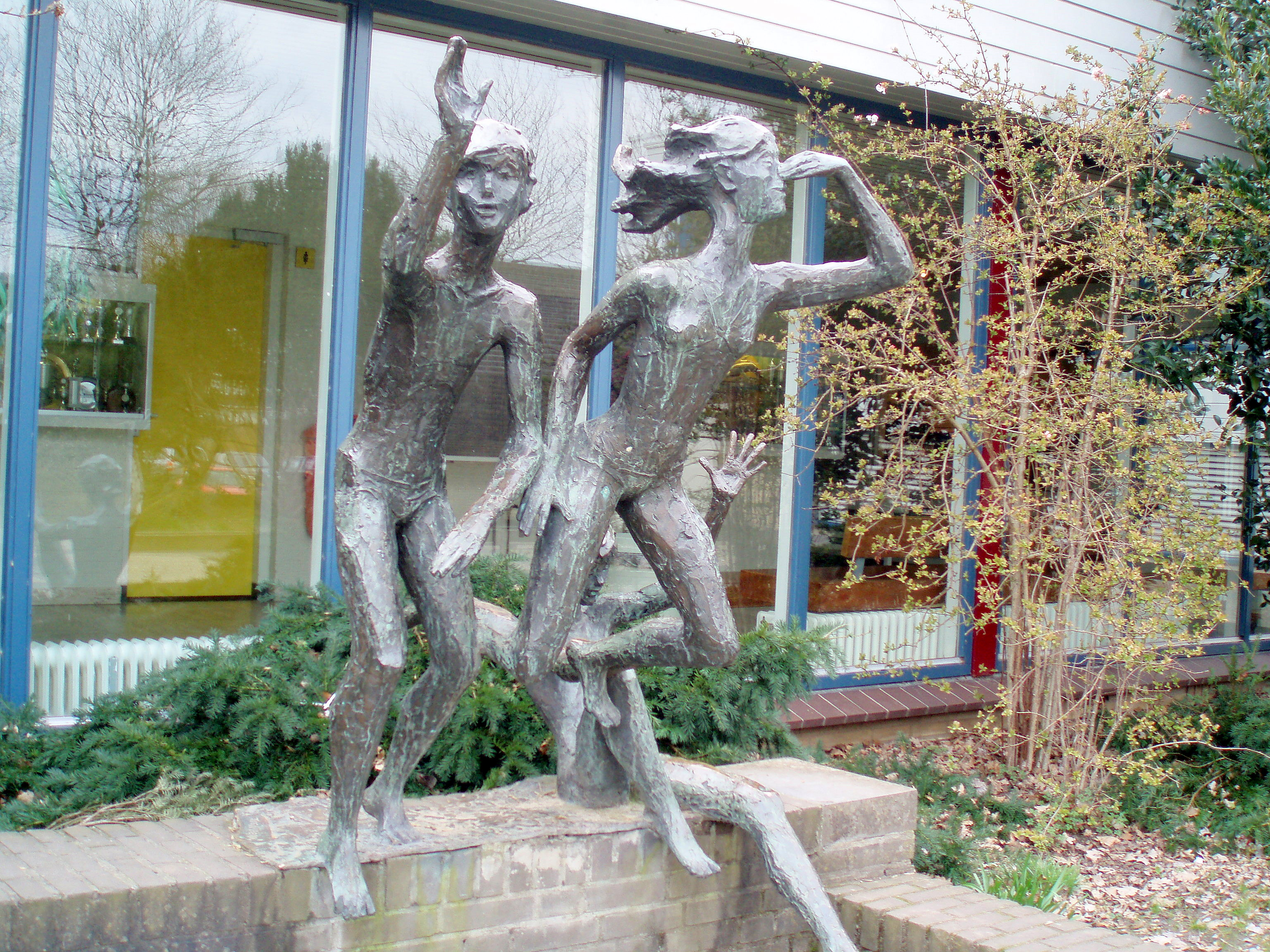
Kunstwerk van Titus Leeser bij de ingang van het Aa-Bad te Zwolle

Titus Jules Gerard Karl Leeser (Keulen, 14 oktober 1903 – Zwolle, 3 mei 1996) was een Nederlandse beeldhouwer, schilder, graficus, ontwerper van boekomslagen en tekenleraar.

## Leven en werk
Leeser werd geboren in Keulen als zoon van een dramaturg en een actrice. Hij ontving zijn opleiding in Den Haag aan de Academie van Beeldende Kunsten in het studiejaar 1921-22, en hij vertrok daarna naar de Akademie der Bildenden Künste in München, waar hij tot 1927 studeerde bij onder anderen de schilder Angelo Jank (1868-1940). In de jaren dertig raakte hij in de salon van de Zwolse advocaat Harro Bouman en zijn vrouw Carina bevriend met onder anderen de schrijvers Adriaan Roland Holst, M. Vasalis en J.C. Bloem en de acteur Albert van Dalsum. Hij was in die jaren als tekenleraar werkzaam en ontwierp voor verschillende uitgeverijen - waaronder Callenbach te Nijkerk - boekomslagen en -banden. Daarnaast ontwierp hij aanplakbiljetten en reclamegrafiek (bijvoorbeeld filmaffiches). In zijn jeugd was hij actief in scouting als leider, trainer en illustrator. Hij ontwierp in het begin van de jaren 50 de toen hoogste padvindersonderscheiding in Nederland: de Zilveren Gaai.
In 1950 ontving hij de Prijs van het Kunstenaarsverzet. Door hem ontworpen monumentale werken ter herdenking van de oorlog en de gevallenen staan in een aantal Nederlandse gemeenten - een van de bekendste in zijn latere woonplaats Zwolle (tot 1973 woonde Leeser in Ommen). In het Oorlogsmonument Zwolle, in het Ter Pelkwijkpark, staan woorden van Victor van Vriesland gebeiteld. Leeser ontwikkelde pas na de oorlog een eigen plastische stijl, en daarin ontplooide hij ook zijn scheppende kracht. Naast beeldhouwwerken maakte hij tekeningen. De 'kop' bij het graf van de dichter J.C. Bloem (in Paasloo) is van de hand van Leeser.
Naast zijn werk raakte Leeser gaandeweg ook betrokken bij tal van kunstorganisaties. Hij was voorzitter van de Nederlandse sectie van de Association d'Art Plastique en vicevoorzitter van de internationale raad van bestuur. Daarnaast was hij lid van de Nederlandse Kring van Beeldhouwers, het Schilderkundig Genootschap Pulchri en van de Culturele Raad van Overijssel. Hij exposeerde, vooral in de jaren vijftig en vroege jaren zestig, onder andere in Sonsbeek, Pulchri en het Gemeentemuseum van Arnhem. Werk van Leeser is opgenomen in de collecties van het Museum Henriette Polak in Zutphen en in museum De Wieger te Deurne. Leeser was sinds zijn kinderjaren actief in de scoutingbeweging, zo was hij een van de trainers op de eerste Gilwelltraining die in Nederland plaatsvond van 9 tot en met 23 juli 1923 op Gilwell Ada's Hoeve in Ommen. Ook leverde hij veel omslagontwerpen en illustraties voor scoutingpublicaties.

## Werken in de openbare ruimte (selectie)
- Bandungmonument (1938) naar een ontwerp van R.C. Mauve, Radioweg/Turfbergweg, Radio Kootwijk.
- Oorlogsmonument Zwolle (1950), Ter Pelkwijkpark, Zwolle.
- Landingsmonument (1952), Commandoweg, Vlissingen.
- Provinciaal verzetsmonument Overijssel (1953), Markelose Berg, Markelo.
- Zonder titel (1954), Provinciehuis Gelderland, Markt 11, Arnhem. In zes bronzen delen worden diverse ambachten verbeeld.
- Zonder titel (1954), Provinciehuis Gelderland, Markt 11, Arnhem. Reliëf van de feodale en de democratische bestuursuitoefening.
- Naakt meisje (1964) staat in het winkelcentrum van Malburgen-Oost in Arnhem. (Het beeld is tweemaal gestolen.)[2]
- Grieks meisje en Romeinse jongen (1956), Nieuwe Markt, Deventer. (Tot ca 2003 bij de ingang van het voormalig gymnasium, daarna in een particuliere tuin in Twello)
- Hoofd van J.C. Bloem (1960), Begraafplaats in Paasloo.[3]
- Herstellende en helpster (1960/1961), Rode Kruis Ziekenhuis, Den Haag.
- Monument voor de wederopbouw (1961), Zutphen.
- Mariniersmonument (1963), Rotterdam.
- Koffiedrinker (1965), Amstelveen.
- Ruiter (1968), Sportpark Ookmeer, Amsterdam.
- Monument Englandspiel (1972), Den Haag. Icarusbeeld uit 1972, monument onthuld in 1980.
- De Zwemmertjes (1976), plein voor het Aa-Bad, Zwolle (Grotendeels geroofd in 2007).[4]
- Meester Willem Bartjens (1980), Stadhuis, Zwolle.
- Dynamiek, Kerkstraat, Zwolle. (Geroofd in de nacht van 12 op 13 december 2006)[5]
- Samenspel, binnentuin hoofdbureau politie aan de Koggelaan, Hanzeland, Zwolle. (Hing eerder aan het politiebureau aan het Groot Wezenland)[6]

## Publieke collecties
Werk van Titus Leeser is te vinden in openbare collecties van onder andere:
- Museum De Wieger te Deurne
- Museum de Fundatie in Zwolle
- Museum Henriette Polak in Zutphen

### Fotogalerij

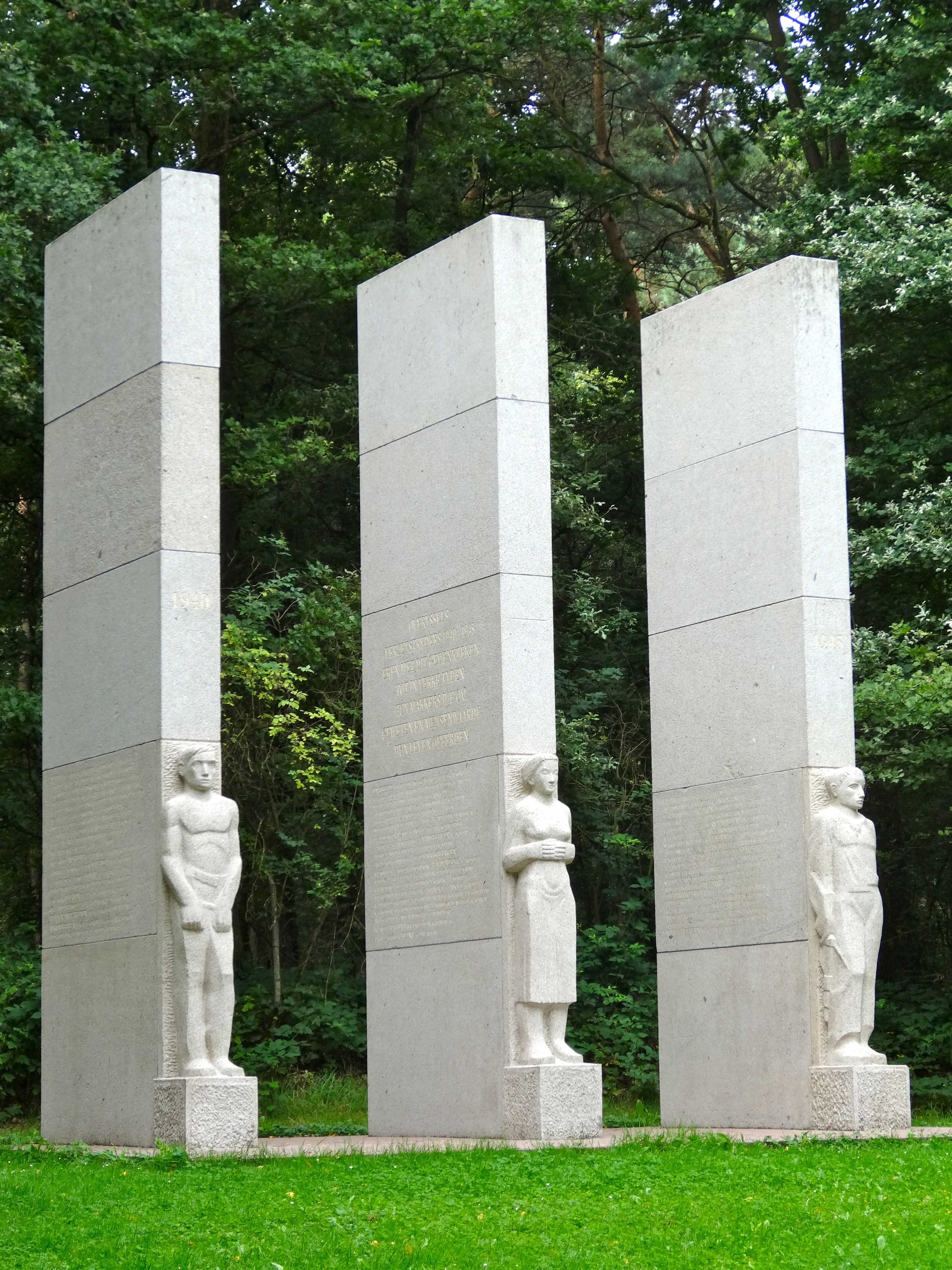
Provinciaal verzetsmonument Overijssel
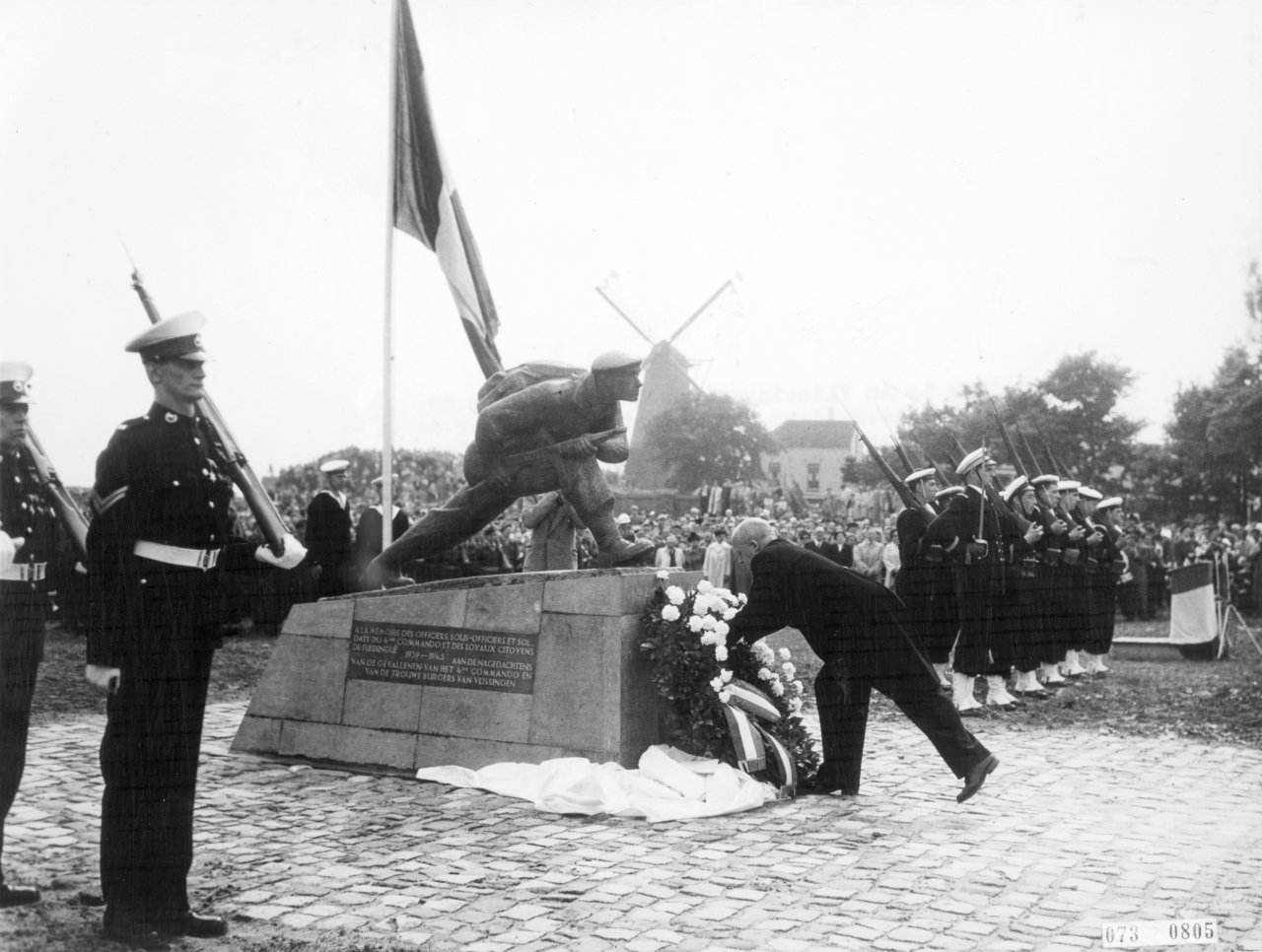
Nationaal Monument voor de 4e Commando Brigade
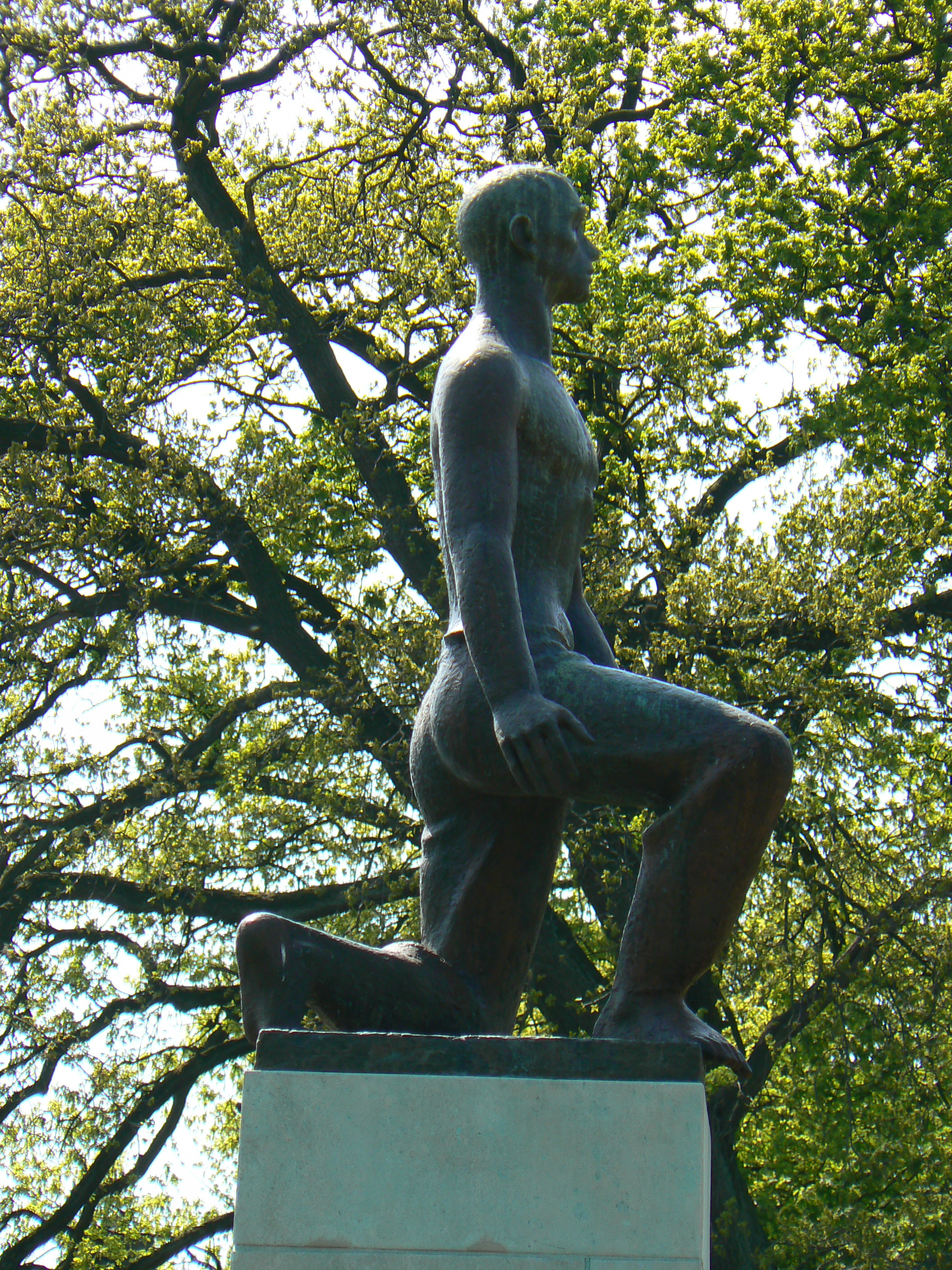
Oorlogsmonument Zwolle
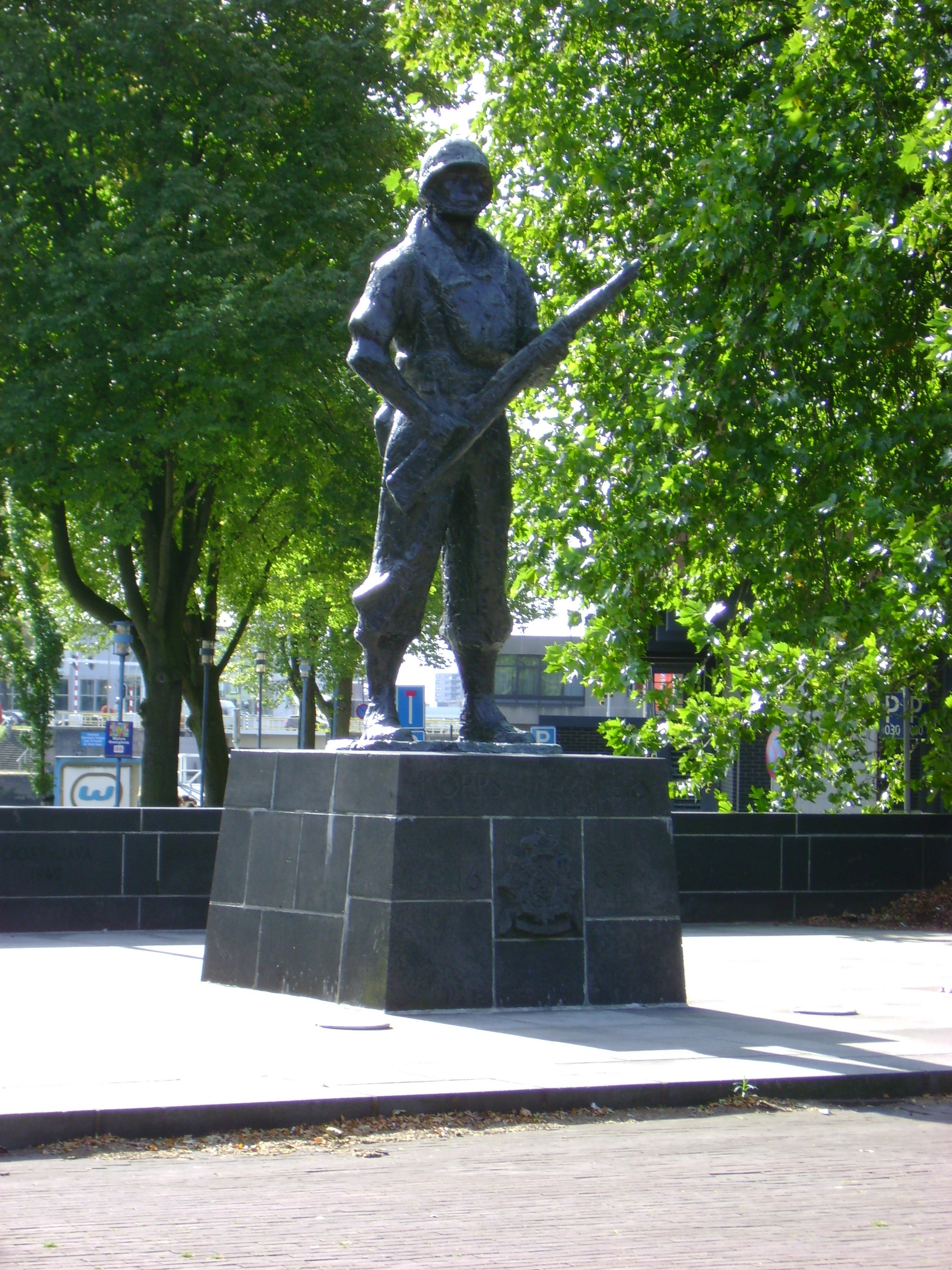
Mariniersmonument
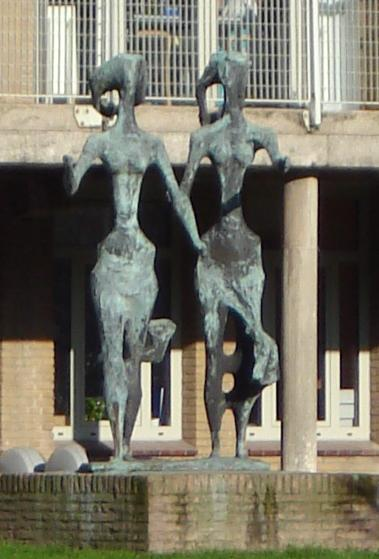
Herstellende en helpster
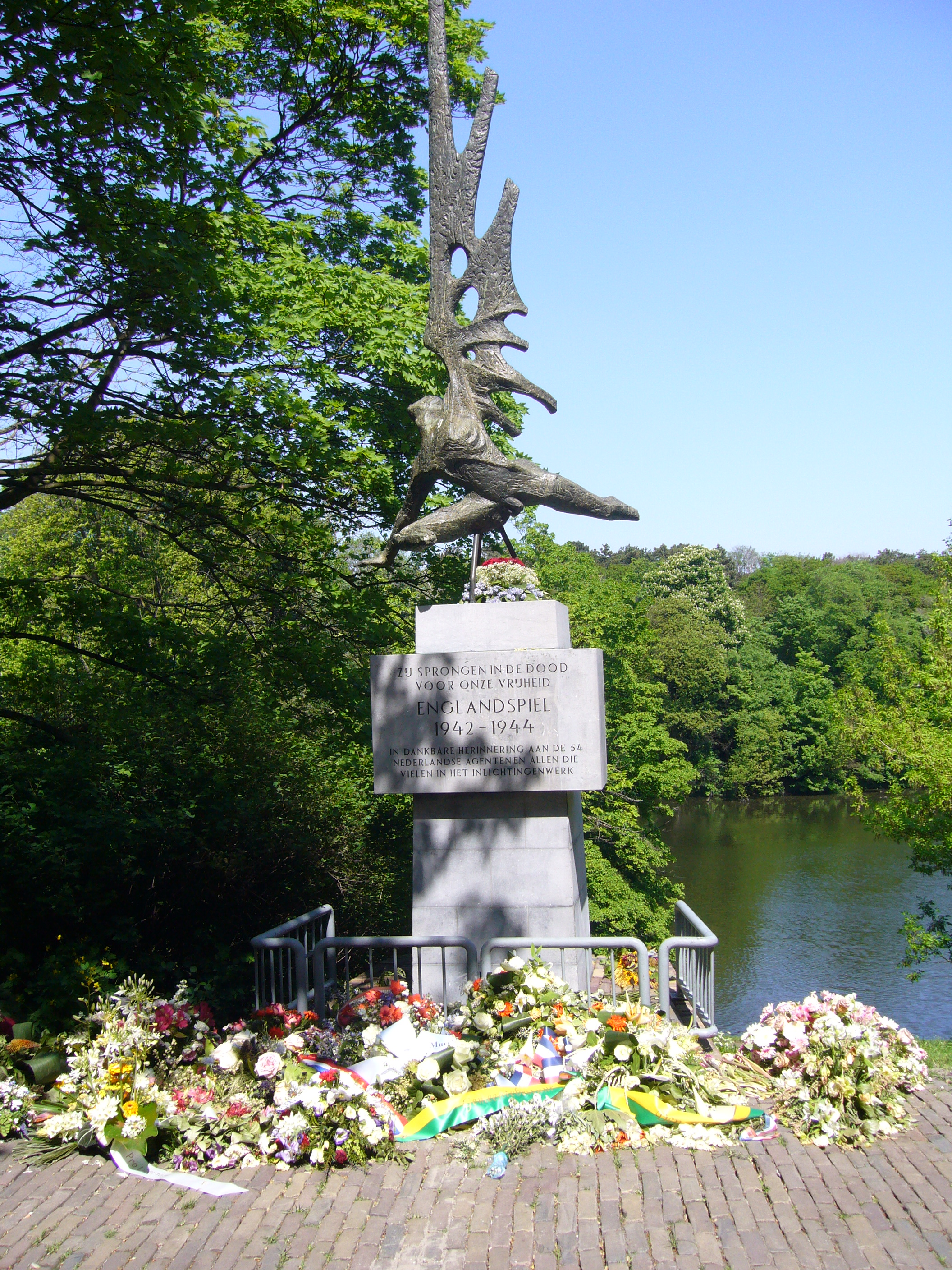
Monument Englandspiel
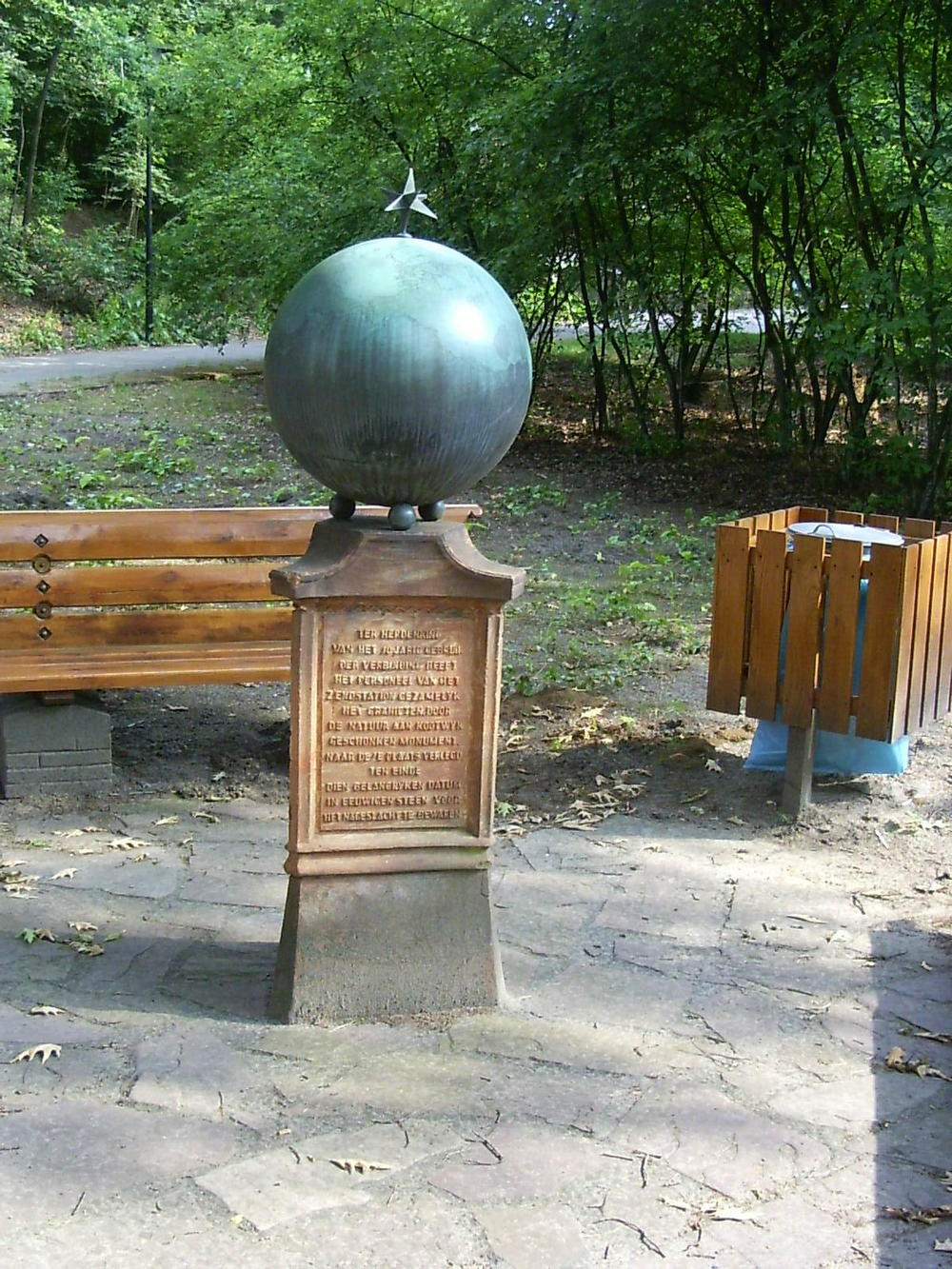
Bandungmonument
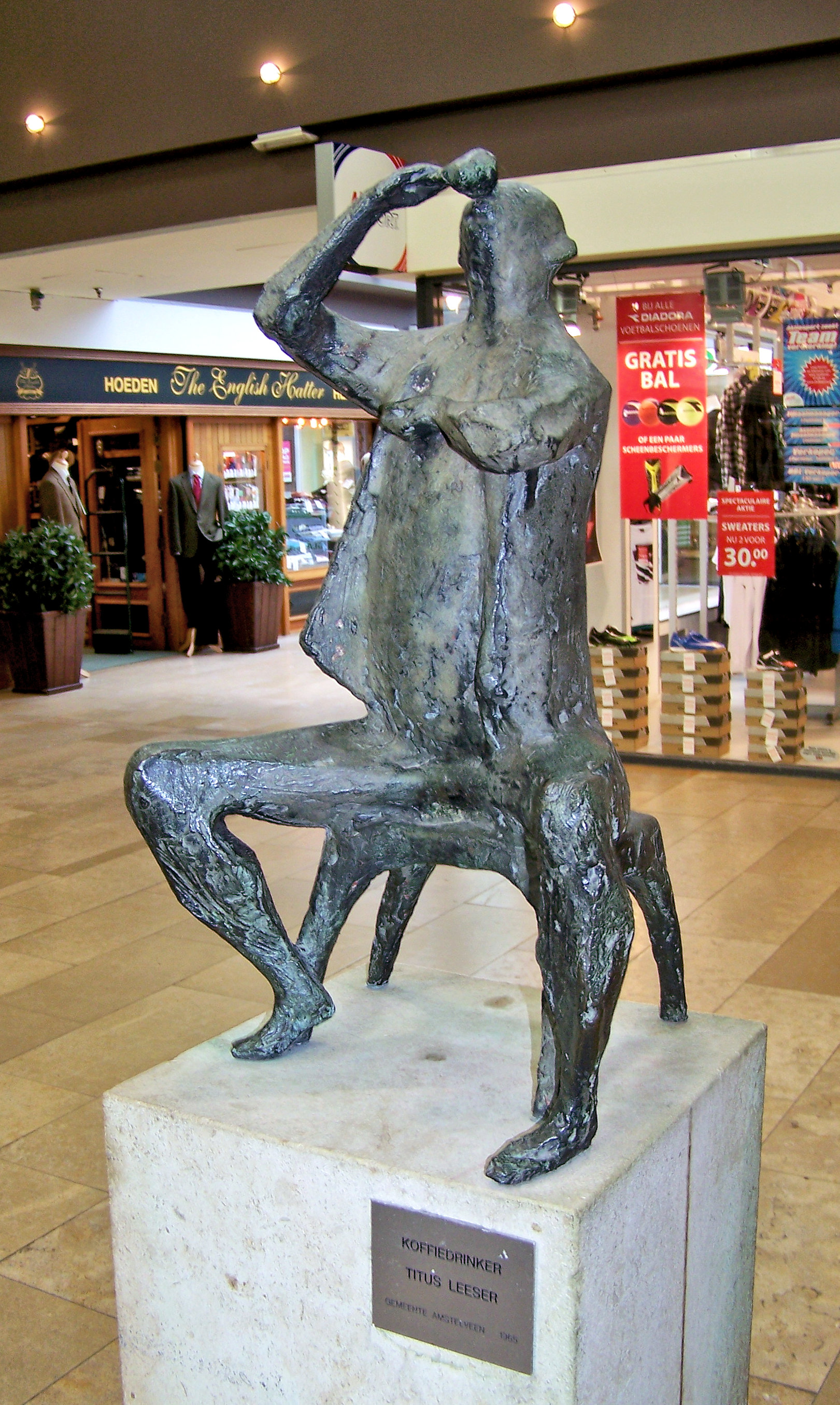
Koffiedrinker